# Rodrigo Romero
Rodrigo Romero (20 de noviembre de 1998) es un deportista argentino que compite en bochas adaptadas. Ganó una medalla de bronce en los Juegos Paralímpicos de París 2024, en la prueba dobles mixto (clase BC3).

## Palmarés internacional
| Juegos Paralímpicos | Juegos Paralímpicos | Juegos Paralímpicos | Juegos Paralímpicos |
| Año                 | Lugar               | Medalla             | Prueba              |
| ------------------- | ------------------- | ------------------- | ------------------- |
| 2024                | París (Francia)     | Medalla de bronce   | Dobles BC3 mixto    |